# Психологија групе
Психологија групе (групна динамика или динамика групе) проучава правилности промена понашања и доживљавања људи, како код појединаца, тако и код саме групе, у зависности од тога да ли су сами или у друштву макар само једне особе. Групна динамика су афективне и емоционалне везе које се стварају између појединих чланова одређене групе и које значајно утичу како на психолошки живот појединаца, тако и на њихове друштвене односе у ужој и широј заједници. Најпознатији израз узајамне групне динамике који даје значајне резултате је тимски рад. За социјални рад је од посебног значаја анализа групне динамике група са асоцијалним тежњама, као и могућност разрешења њихових криза оснаживањем или укључивањем у нове групне облике.
Динамика групе су промене у структури и функционисању групе, као и активности, процеси и збивања који их условљавају и каналишу. У динамику групе убрајају се процеси и појаве као што су: групни притисак, формирање и мењање ставова, социјална интеракција и социјални конфликти унутар групе, групно одлучивање, руковођење, кооперација, такмичење, конформизам итд. Студије групне динамике су корисне у разумевању процеса одлучивања, вођења евиденције о ширењу болести у друштву, креирању ефективних терапијских техника, и у слеђењу појаве и популарности нових идеја и технологија.
Група се у психологији дефинише као одређен скуп људи који ради на остваривању заједничких циљева и међусобно утичу једни на друге.

## Карактеристике групе
Једна од карактеристика групе јесте да њу чини већи број људи. У свакодневном животу, реч група се користи да би се означила већа скупина људи и она остаје само на томе. Психолошко значење групе је уже. Само присуство већег броја људи на неком месту није довољан разлог да се та скупина сматра групом.
Поред одређеног броја људи, мора постојати повезаност чланова групе и међусобни утицај или интеракција међу члановима. Међусобни утицај подразумева да сваки члан групе утиче на друге чланове и да они утичу на њега. Они су у интеракцији или међузависном односу. Утицај и међузависност могу бити веома изражени, трајни и разноврсни, као на пример у случају породице као групе, или релативно слаби (публика у позоришту).
Често се као додатни критеријум наводи свест да људи припадају одређеној  групи (полне, етничке, религиозне групе и сл)

## Појам група
- У ужем смислу, група је организовани скуп људи који раде на остварењу заједничких циљева. Према овом одређењу, главне одлике групе су организованост и структурираност, што значи да чланови имају одређене положаје и улоге у вези са активностима и у вези са осталим члановима групе. У такве структуриране групе спадају мале групе, организације и велике друштвене групе.
- У ширем смислу, група је скуп људи који повезује само неки тренутни циљ због чега не мора имaти утврђену организацију или структуру позиција и улога. Такве групе су маса (гомила), публика и социјални (друштвени) покрети.[4]

## Врсте група
Групе се разликују према већем броју критеријума, а неки од њих су:
| Критеријум                     | Односи у групи, улоге и утицај                                                      | Врста групе   | Пример                                    |
| ------------------------------ | ----------------------------------------------------------------------------------- | ------------- | ----------------------------------------- |
| Интензитет емоционалних односа | Блиски односи, контакт лицем у лице, изражен утицај на чланове                      | Примарна      | Породица                                  |
| Интензитет емоционалних односа | Мање интензивни односи и утицај                                                     | Секундарна    | Радни колектив                            |
| Актуелност утицаја             | Важност у одређеном тренутку у животу                                               | Референтна    | Вршњачка група                            |
| Актуелност утицаја             | Мање важна улога у неком периоду живота                                             | Нереферентна  | Било која група која нема актуелни утицај |
| Формализованост структуре      | Формалним прописима регулисана правила понашања                                     | Формална      | Школска организација                      |
| Формализованост структуре      | Одсуство формалних правила понашања                                                 | Неформална    | Вршњачка група                            |
| Лични однос према групи        | Доживљај припадности групи, идентификовање са групом, заједнички циљеви и вредности | Припадничка   | Било која група која се сматра "нашом"    |
| Лични однос према групи        | Одсуство доживљаја припадности и идентификације са групом                           | Неприпадничка | Било која група која се сматра "туђом"    |
| Број чланова                   | Ограничен број чланова, интеракција лицем у лице                                    | Мала група    | Породица                                  |
| Број чланова                   | Група састављена од већег броја подгрупа                                            | Организација  | Школа                                     |
| Број чланова                   | Велики број лабаво повезаних појединаца                                             | Велика група  | Нација                                    |

У појединим групама су односи међу члановима групе блиски, а са неким то није случај. Када постоји емоционална везаност међу члановима у групи, трајни контакт лицем у лице, изражен утицај на понашање чланова и осећање везаности за групу, у питању је примарна група.
Постоје групе које у одређеном тренутку у животу имају непосредан утицај на особу и такве групе се називају референтне групе. То су најчешће групе са којима се појединци идентификују и желе да им припадају.
Према томе да ли су функције чланова регулисане или не, разликују се формалне и неформалне групе.
Мале групе имају мали број чланова, који је ограничен. У њима постоји веома сложен емоционални однос и утицај и међусобна зависност су велики. Породица је један од главних агенса социјализације и има пресудну улогу у формирању појединца као личности. Она пре свега задовољава његове физиолошке потребе, потребе за сигурношћу и љубављу, али и неке друге психолошке потребе.
Током адолесценције, посебну важност има вршњачка група. Она се формира на основу узајамне привлачности чланова, као и на основу сличних вредности, циљева и ставова. Као и породица, и ова група задовољава одређене потребе: за везаношћу, припадношћу, за самосталношћу и ослобађањем од родитељске зависности.
Многе норме се усвоје у току школовања, где су деца и млади у непосредној интеракцији. Од онога шта се збива у одељењу много зависи како ученици доживљавају себе и своју околину.
Велике друштвене групе укључују велики број људи, али имају све оне карактеристике које су истакнуте као важне одлике групе. Најважнија карактеристика је свакако свест о припадности одређеној националној групи.
По критеријуму трајања формираности групе, оне могу бити привремене и трајне. За привремене групе се унапред зна колико дуго ће да буду формиране, док се за трајне то не зна (очекује се да ће постојати дуже).

## Социјални идентитет
Један посебно важан критеријум разликовања група јесте лични однос према њима. Неке се групе доживљавају као "наше", неке као "туђе". Са припадницима групе коју појединац види као личну, има не само заједничке циљеве већ и ставове и вредности, са том групом се идентификује и придаје јој позитивне карактеристике.
Социјални идентитет је схватање особе о томе ко је она које проистиче из припадности некој групи, удружен вредновањем и емоционалним значајем те припадности. Групе којима појединац припада одређује ко је он у односу на друге људе, а социјални идентитет утиче и на ставове, осећања и понашање према онима који нису припадници припадничке групе. Од неприпадничких група се појединци углавном удаљавају и придају им негативне карактеристике.

## Формирање група
Друштво у целини представља систем великог броја група. Како се групе формирају, развијају и нестају, тако се мења и друштво. Групе настају спонтано или намерно. Пример за спонтани настанак групе је пријатељска група, јер она настаје на основу узајамне наклоности. Намерно групе настају како би се остварио неки циљ (нпр. оснивање предузећа за производњу неког производа). Процес развијања групе је постепен, јер се постепено развијају њена структура и норме.
Групе настају из много разлога, а два најважнија разлога су: задовољење потреба и обављање активности које појединац не може да обави сам. Човек као социјално биће има потребу да буде интимно повезан са другим људима, али и да припада већој групи људи. Чланство у некој групи само по себи задовољава одређене потребе. Такође, чланство у групи може бити само по себи средство или инструмент за задовољење неке друге потребе.
Без обзира о којој је групи реч, може се говорити о развоју кроз следеће фазе:
- фаза оријентације
- фаза сукоба
- успостављање сагласности око групних норми
- престанак постојања

У почетним фазама се људи најпре оријентишу једни према другима и узајамно се повезују. Потом следи један период унутаргрупних сукоба. Након тога се успоставља сагласност о групним правилима понашања и улогама. Група која је добро регулисана изнутра може добро да функционише, а оне које не могу, у неком тренутку престају да постоје. Положаји и улоге у групи се могу мењати. Ово важи како за формалне групе, тако и за неке од најважнијих група у којима то и није тако очигледно, као на пример у породици.

## Структура групе
Структуру групе чине утврђени положаји и улоге чланова групе. Положај (позиција) је позиција коју појединац заузима у групи и за коју се везује одређени статус, дужности и права. Улога је прописано понашање везано за одређени положај у групи. Свака одрасла особа има више улога, а некада се јавља сукоб улога када особа не успева да усклади различита понашања или задатке који се од ње очекују. На основу система положаја и улога у групи с временом настају релативно стабилни међулични односи који представљају тзв. интеракцијску структуру.
Прописано је оно понашање које се сматра нормалним и очекиваним. За непрописано понашање, група углавном санкционише појединца.
Када чланови групе раде на остварењу заједничких циљева тако што заузимају различите положаје и улоге, уз поштовање заједничких, групних норми, тада се говори о структурисаној групи. Уколико је активност чланова неорганизована и спонтана, где нема система положаја и улога, говори се о неструктурисаној групи.
| Структурисане групе    | Неструктурисане   |
| ---------------------- | ----------------- |
| Мале групе             | Публика           |
| Организације           | Маса или гомила   |
| Велике друштвене групе | Социјални покрети |

Група има норме- прихваћена правила понашања која се захтевају или очекују од свих чланова групе. Норме могу бити:
- прописане (званично саопштене)
- прећутне (неписана правила).

Друштвене норме могу бити корисне и штетне. Корисне су уколико се њиховом применом људи осећају боље и сигурније. Норме су штетне када ограничавају слободу понашања и мишљења, када су у супротности са људским правима и када наводе на лоше понашање.
Различите групе захтевају различит степен поштовања норми. Када је реч о поштовању норми, постоје изразито флексибилне (попустљиве) и изразито ригидне (круте) групе.

## Руковођење групом
Руковођење групом је једна од важних карактеристика групе. У формалним групама предвиђа се положај и улога вође, док се у неформалним групама улога вође постепено и спонтано задобија. Вођа је неко ко има моћ да утиче на друге и на доношење групних одлука. Он има највећи формални и неформални утицај на остале чланове у групи. Одговорност вође је велика јер групне одлуке могу имати далекосежан утицај на животе људи. У великим и сложеним групама (пословним организацијама, школама, војсци и државним институцијама) руковођење је хијерархијски организовано. То значи да чланови имају надређене и подређене позиције и да свако зна коме је одговоран. У неформалним групама нема формалног вође, али постоји особа која има већи углед и утицај у односу на друге чланове. Према начину на који се вође односе према члановима групе, уочавају се ауторитарни и демократски стил руковођења.
Успешно вођство резултат је повезаног деловања ситуационих фактора и црта личности. Истраживања показују да не постоје црте личности које су повезане са успешним вођством у свим ситуацијама и различитим групама. Обично постоје две врсте вођа: они који су усмерени на задатак и они који су усмерени на очување добрих односа у групи.

### Ауторитарно (аутократско) руковођење
Главна одлика ауторитарног или аутократског руковођења јесте да вођа све сам одлучује. За ауторитарног вођу је најважније да група оствари циљ, а мање је значајно шта чланови мисле и како се осећају, осим у случају када њихово расположење омета остварење циља. Ауторитарне вође наређују члановима шта да раде, контролишу њихове активности и критикују их или кажњавају уколико не испуне задатке. Кратак опис ауторитарног руковођења могао би гласити: наређење- извршење. Овакво руковођење прераста у режим или диктатуру када је вођа толико заслепљен својим циљем да угрожава права, слободе, па чак и животе осталих чланова.

### Демократско руковођење
Демократско руковођење одликује заједничко и равноправно одлучивање о циљевима и активностима групе. Од чланова се очекује да слободно износе мишљења и самостално одлучују, док је улога вође да подстиче договор и доношење одлуке. Када чланови не могу да се договоре, онда се спроводи гласање и усваја се мишљење већине.

### Који стил руковођења је бољи
Истраживања показују да су чланови групе јединственији, задовољнији и спремнији да се ангажују у савлађивању тешкоћа при демократском начину руковођења. У демократским групама чланови могу да задовоље своје потребе за потврђивањем и самоостварењем, мања је могућност злоупотребе положаја, мобинга или злостављања запослених и људска права су уопште боље заштићена.
Ауторитарно руковођење може бити ефикасније само у екстремним кризним ситуацијама (елементарне непогоде, ратови и сл.) када је несврсисходно спроводити демократску процедуру. Истраживања показују да чланови групе којом се ауторитарно руководи с временом постају пасивни и непредузимљиви, да потискују агресију коју испољавају када им се за то укаже прилика. Ефикасност руковођења зависи од чинилаца као што су особине личности вође, врсте групе, циља групе итд.

## Групна динамика и процеси
Вођа неке групе може утицати на понашање чланова. Групе могу извршити огроман утицај на понашање, путем групних норми. Групне норме су прихваћена и очекивана правила понашања. Примена тих правила очекује се и захтева и важно је за функционисање групе.

### Конформирање
Конформизам, конформитет или конформност је понашање појединца које је у складу са нормама и очекивањима њему важне друштвене групе. Такво понашање иде у правцу некритичког саглашавања са важећим, општеприхваћеним групним нормама и вредностима, посебно под групним притиском. У пракси, то је тежња појединаца и група да се потпуно прилагоде окружењу и да не чине ништа што би се сматрало ексцентричним или необичним од стране ауторитета. Конформизам искључује креативност, вођство и активизам и противи се промени и напретку. Овај појам често има негативан призвук у смислу претераног прилагођавања по цену губљења самосталности и самопоштовања личности.
Одређени услови посебно одговарају конформизму. Оно је вероватније када је задатак тежак, нејасан, када особа није довољно информисана о садржају, а група је привлачна и једногласна. Показује се да су особе посебно осетљиве на конформизам у периоду од 12. година, након чега вероватноћа за конформизам опада. Оно је такође повезано са анксиозношћу. Такве особе теже социјалном одобравању, па се конформирањем та тежња лако задовољава.

## Групно решавање проблема и доношење одлука
Група је ефикасна уколико остварује задатке и циљеве због којих постоји, а ако су чланови групе уз то задовољни, тада је реч о успешној групи или колективу. Успешну групу одликују добри међуљудски односи и везаност чланова за групу. Ефикасност и успешност групе зависе од многих претходно поменутих чинилаца: од структуре, начина руковођења, мотивисаности чланова за заједничке задатке, пријатељских односа, учешћа (ангажованости) чланова у решавању важних питања.
Групно решавање проблема има предности и недостатке. Предности су што се чланови допуњавају у способностима и знањима, што се проблему приступа из различитих углова, јача се мотивација за решавање проблема и показивање личне вредности. Недостаци су притисак да се што пре дође до решења, неповерење према необичним решењима и тежња појединаца да наметну своја схватања. Групне одлуке су такође ризичније од индивидуалних. Групно решавање проблема је ефикасније када се ради о сложеним задацима који захтевају различите приступе и знања. Групно мишљење је групним притиском изазвано некритичко мишљење којим доминира изузетна тежња за истоветношћу ставова свих чланова групе. Чланови групе се осећају нерањивим и мисле да су потпуно у праву. Они одбацују информације које им не иду у корист, киње оне који одступају или се не саглашавају.
Постоје индивидуалне разлике у спремности да се учествује у групном раду. Поједине особе више воле самосталан рад, другима представља проблем да прихвате ауторитет или усвоје хијерархијски однос, а неке особе воле групни или тимски рад. Данас се при избору кандидата за многе послове ове одлике посебно процењују.

## Међугрупни односи
Сарадња и такмичење су два основна вида односа који постоје свугде и где постоје међулични односи: између супружника, партија, синдиката, организација... Када сарађују, особе су у интеракцији и подржавају једна другу у активностима које изводе како би остварили заједничке циљеве. Међутим, људи често имају неусклађене, супротстављене циљеве, тако да појединац може остварити циљ само ако га други који то желе не могу остварити.
Сама подела људи у две групе може изазвати пристрасности (стереотипе и предрасуде) и негативно понашање. Група којој појединац припада је за њега боља и успешнија, а она неприпадничка је лоша и гора. Посебну важност у том смислу има дискриминација, неоправдано или штетно понашање према људима само зато што су припадници неке групе.

## Односи у групи
Од односа који владају међу члановима групе зависи јединство и стабилност групе, а односи су условљени заједничким интересима, положајем, улогама, нормама, комуникационом и емоционалном структуром. Емоционална структура показује колико се чланови групе међусобно привлаче/ одбијају и колико су вољни за сарадњу. Та врста односа између чланова групе открива се социометријским поступком, чији је аутор психолог Јакоб Морено. Поступак се састоји од две фазе:
1. У првој фази се свим члановима групе даје анонимни упитник. Питања се односе на то с којим члановима групе би особа волела да обавља одређене активности. Могућа су и супротна питања – с којим члановима не би волели да се друже или сарађују.
2. У другој фази се одговори на питања графички представљају, а добијени приказ се зове социограм. Из социограма се види који чланови воле да сарађују и на којим активностима, а који се међусобно не симпатишу, ко су популарни чланови групе, а који чланови су изоловани и сл. На основу социограма се може предвиђати понашање појединаца током неке групне активности и понашање групе у целини.

## Људи у маси
Постоје скупине чија је активност непланирана и спонтана, код којих не постоји систем положаја и улога, али постоји међусобни утицај и зависност. Постоје три посебно важне врсте неструктурисаних група:
- публика
- социјални покрет
- маса/гомила

Одређени број људи који су окупљени на ограниченом простору и који више пасивно реагују него активно, чине публику. Међусобни утицај у случају ове групе је слаб, али постоји, макар у виду спремности подржавања понашања. Када одређена група људи настоји да удруженим снагама реши неки проблем који доживљава као заједнички, у питању је социјални покрет. Он може бити феминистички, еколошки, антиглобалистички...
Трећу врсту неструктурисаних група чини маса или гомила. О масама се говори када се већи број људи, привремено окупљен, нађе у стању узбуђености, па долази до мање контролисаног понашања које се разликује од уобичајеног. Понашање људи у маси се посматра углавном негативно - као нерационално, агресивно и примитивно. Густав ле Бон се међу првима бавио изучавањем понашања људи у маси. Он је сматрао да се мења читава личност појединца када се налази у гомили и да се ментална стања шире попут епидемије неке болести. Попушта индивидуалност, самоконтрола и моралност и на видело избија човекова примитивна и несвесна природа која је "животињска и криминална". Слично гледиште је имао и Фројд.
Када се каже маса, мисли се на групу људи која мирно протествује против нечега, слави дочек Нове године или бежи од цунамија. Постоје различите врсте ових гомила, а најпознатије су:
- агресивна гомила - гомила која врши насиље и уништава
- експресивна гомила - гомила окупљена да би изразила своје ставове и идеје, да би протествовала због нечега
- гомила у паници - неорганизовано понашање, бежање од нечега